# Бороморача III
Бороморача III, Боромморачаехірат, Бором Рахатхірат  III (тай. บรมราชาธิราชที่ ๓) (тай. บรมราชาธิราชที่ ๓) — король Аютаї в період з 1488—1491 років. Відомий також як Інтарача II.

## Кар'єра
Син Боромотрайлоканата. Принцом виконував обов'язки регента в Аютаї, поки батько вів військову кампанію проти королівства Ланна на півночі. Після смерті батька унаслідував трон.
Його правління було коротким. У 1491 році він надіслав армію захопити місто Тавой і у цьому ж році помирає.